# 日韓大陸棚協定
日韓大陸棚協定（にっかんたいりくだなきょうてい）とは、1974年1月30日ソウルで日本と韓国が署名した2つの条約の通称である。
正式名称は「日本国と大韓民国との間の両国に隣接する大陸棚の北部の境画定に関する協定」（略称：北部協定）、および「日本国と大韓民国との間の両国に隣接する大陸棚の南部の共同開発に関する協定」（略称：南部協定）。1978年6月22日に発効した。南部協定の第31条第3項に基づき2025年6月22日には、日韓いずれも協定を一方的に終了させる権利を持つ。一方の当事国の終了通知があれば3年後に協定は終了する。

## 概要
北部協定は、北緯33度付近から36度付近にかけての両国の大陸棚の境界を画定したものである。境界線は、対馬海峡西水道を通過するが、両国の領海基線に対してほぼ中間線となっている。南部協定は、署名・批准・発効の日付は北部協定と同一だが、境界画定を棚上げして石油・天然ガス資源の共同開発についてのみ細目にわたり協定したという点が本質的に北部協定とは異なっている。また、2028年までの50年間の最低効力期間を設けた点も北部協定と異なる。以上の両協定締結の契機となったのは、1972年5月に韓国が日韓中間線を超えて南側の東シナ海の大陸棚と沖縄舟状海盆の一部に、独自に鉱区を設定したことにある。
上記の南部協定では、この区画の所属について交渉を行ったが難航している。最終的に、共同開発区域 (JDZ: Joint Development Zone) として妥協したものとなっている（日韓大陸棚共同開発区域とも）。
共同開発区域が日韓中間線以南の日本側大陸棚に設定されており、また当時国交回復前の中華人民共和国の自国大陸棚への侵犯であるとする抗議があり、交渉は紆余曲折を経た。その背景には日本の主張する中間線を原則とした境界策定の考え方と、韓国および中国の大陸棚自然延長論との衝突が内在している。

## 問題
中国が自国の排他的経済水域 (EEZ) だと主張する九州西方海域で、日韓が大陸棚協定を結んでいることから中国がこれに反発している。しかし、韓国は日韓大陸棚協定の海域を韓国単独のEEZだと主張して、2012年に国連大陸棚限界委員会に沖縄トラフまでの大陸棚延伸を申請した。この海域におけるEEZの基点には、日本の鳥島と男女群島の問題も関わっており複雑化している。韓国の国連への申請は自由であるが、EEZの最終決定と効力発効にはEEZが重複する日本との協議と同意が必要である。